# Эркал, Ибрагим
Ибрагим Эркал (10 Октября 1966; Нарман, Эрзурум — 11 Mая 2017; Умрание, Стамбул) турецкий певец, автор песен, композитор и актер. Самый первый альбом выпущен в 1984 году под именем Ибрагим Гюзельсес (тур.İbrahim Güzelses). В 1994 году он выпустил первый альбом под собственным именем.
В 1994, вышел Tutku, а в 1995 — Sıra Bende/Aklımdasın. Третий альбом Gönlünüze Talibim вышел в 1996 году и был распродан количестве в 1,4 млн копий. Эркал был в числе востребованных музыкантов в Турции в 1996 году. Самой популярной песней была «Canısı». В 1997 снялся в одноименном телефильме Canısı, где сыграл главную роль.
Фильм оказался в первой строчке рейтинга. В 1997 певец снимался в телесериале Canısı. В 1998 вышел в свет четвертый альбом Sırılsıklam, разошедшийся тиражом в 2,2 млн копий и ставший вторым по счету бестселлером в 1998 году в Турции. В конце того же года Ибрагим Эркал сыграл главную роль в телесериале.
В 2000 году вышел альбом De Get Yalan Dünya, распроданный количеством 1 млн копий. Альбомы Su Gibi (2001), Aşknâme (2002), Gönül Limanı (2004) and Yüreğinden Öpüyorum/Gülüm (2006) были записаны на студии Ulus Music. В 2006 году музыкант покинул студию и с тех пор выпустил два альбома. В 2015 году был выпущен альбом «Nefes 1».

## Жизнь и Карьера

### 1967-92: Ранние годы
Ибрагим Эркал родился городе Эрзурум, и из 7 детей в семье он был самым старшим. В начальной школе начал играть на различных инструментах. В Эрзуруме получил среднее образование, после чего учился в музыкальном образовательном центре имени Мусы Эроглу, где брал уроки музыки и сольфеджио. Уже тогда в 16 лет выпустил свой первый альбом под сценическим псевдонимом Ибрагим Гюзельсес, однако, не имевший успеха. В течение 1984 года начал свою исполнительскую карьеру в Анкаре. С 1987 года проходил военную службу и в течение этого периода являлся солистом в стамбульском ансамбле Kalender Orduevi. По завершении военной службы вернулся в Эрзурум. в 1989 году он решил вернуться в Стамбул, устроившись работать  официантом и параллельно продолжая музыкальное образование. Уже к 1991 году выступал на сцене. 1992 год Эркал провел в музыкальных выступлениях в районе Tekirdağ Kumbağ.

### 1993-06: Эра Ulus Music и известность
В 1992 году Ибрагим начал писать собственные песни. В 1993 решил вернуться в Эрзурум. В том же году он познакомился с владельцем звукозаписывающей студии Искендером Улусом. И 24 января 1994 года выходит его первый альбом Tutku. Альбом получил положительные отзывы и был распродан в количестве 150 тысяч копий. Тогда Эркал заявил о себе в музыкальном мире. В 1994 году издает альбом для Галатасарая. В 1995 году выходит альбом Sıra Bende/Aklımdasın, который разошелся в 2,7 млн копий, превзойдя таким образом успех первого альбома. С этого же альбома были выпущены 3 новые песни.
В 1996 году вышел третий альбом Gönlünüze Talibim. Альбом разошелся в 1,4 млн копий, а все песни с этого альбома стали хитами. Песня «Canısı» стала лучшей частью альбома. В 1997 году Эркал сыграл главную роль в телефильме Canısı. В Турции становится одним из лучших певцов, поднявшись на первое место в списке. «Erzurum'a Gel» стала популярной народной песней. In 1997 был номинирован на премию Kral Video Music Awards в 4 номинациях, в двух номинациях — успешно.
15 мая 1998 года вышел четвертый альбом Sırılsıklam. Альбом стал вторым бестселлером в 1998 году, разойдясь тиражом в 2,2 млн копий. Серия Sırılsıklam началась 6 октября 1998 года. В 2000 году вышел альбом De Get Yalan Dünya, который был распродан в количестве 1,1 млн.копий. с этого альбома были выпущены 3 новые песни. В 2001 году был выпущен альбом Su Gibi, который был продан в количестве 400 тыс.копий. Седьмой студийный альбом Эркала (Aşknâme) был выпущен в 2002 году. В 2004 году вышел восьмой альбом (Gönül Limanı), а в 2006 году выходит Yüreğinden Öpüyorum/Gülüm

### 2007—2017: Новые альбомы и музыкальные компании
В 2007 году Ибрагим Эркал издает альбом Aranağme, из которого одна песня была выпущена в качестве сингла. Таким образом альбом стал первым, записанным с новой компанией. Однако, по сравнению с предыдущими альбомами, ему не удалось достигнуть таких положительных результатов. Спустя 2 года Ибрагим начал записывать новый альбом. Альбом вышел в 2011 году, став 12 по счету альбомом в дискографии Эркала, и получил название Burnumda Tütüyorsun. После этого музыкант решил взять небольшой перерыв в творчестве. В 2015 году заключает контракт с лейблом Poll Production, и 30 марта 2015 выходит альбом Nefes 1.

## Актерская карьера
в 1997 году снялся в телефильме Canısı. Фильм побил рекорды рейтинга, о чем сообщалось в STAR TV. В конце 1997 года Эркал снимался в сериале Canısı, было выпущено 26 серий. Сериал был закончен 14 апреля 1998 года, и был выпущен на Show TV. В 1998 году играл главную роль в телесериале Sırılsıklam, в очередной раз побившем рекорды рейтингов. Картины были сняты режиссером Темелем Гюрсу. В 2006 году был приглашен в качестве гостя на телесериал Cennet Mahallesi.

## Личная жизнь
С 2003 года Ибрагим Эркал был женат на Филиз Акгюн. У пары родились двое детей, Натидже Дилара и Левент Эркал. 

## Смерть
Ибрагим Эркал скончался 11 мая 2017 года в результате внутримозгового кровоизлияния в госпитале НИИ района Умрание в городе Стамбуле.

## Дискография
- Sarhoş Baki (Erzurum Türküleri) (1984) — под псевдонимом Ибрагим Гюзельсес
- Tutku (1994)
- Ölümüne Cim Bom (1994) — для Галатасарая
- Sıra Bende/Aklımdasın (1995)
- Gönlünüze Talibim (1996)
- Sırılsıklam (1998)
- De Get Yalan Dünya (2000)
- Su Gibi (2001)
- Aşknâme (2002)
- Gönül Limanı (2004)
- Yüreğinden Öpüyorum/Gülüm (2006)
- Aranağme (2008)
- Burnumda Tütüyorsun (2011)
- Nefes 1 (2015)
- Ömrüm (2017)

## Фильмография
Фильм
- Canısı (1997)

Телесериал
- Canısı (1997-98)
- Sırılsıklam (1998-99)
- Cennet Mahallesi (2006) «гостевая роль»

## Награды
| Год  | Награда                 | Категория                     | Итог      |
| ---- | ----------------------- | ----------------------------- | --------- |
| 1996 | Kral Video Music Awards | Arabesque — Fantasy Best Male | Номинация |
| 1997 | Kral Video Music Awards | Песня года (Canısı)           | Номинация |
| 1997 | Kral Video Music Awards | Лучший текст песни (Canısı)   | Победа    |
| 1997 | Kral Video Music Awards | Arabesque — Fantasy Best Male | Победа    |
| 1997 | Kral Video Music Awards | Лучшее композиция (Canısı)    | Номинация |
| 2001 | Kral Video Music Awards | Arabesque — Fantasy Best Male | Номинация |
| 2002 | Kral Video Music Awards | Arabesque — Fantasy Best Male | Номинация |
| 2003 | Kral Video Music Awards | Arabesque — Fantasy Best Male | Номинация |

## Сайт
- ibrahimerkal.com.tr